# Tractat d'Oriola
El tractat d'Oriola (abril de 713) fou un ahd (pacte) de submissió entre el duc visigot Teodomir i els invasors musulmans, representats pel fill de Mussa ibn Nussayr, Abd-al-Aziz, que respectà una certa independència del territori del primer, situat entre l'actual Múrcia i Alacant. El tractat fou ratificat a Bagdad pel Califa i el mateix Teodomir. El 825 es deixa d'esmentar el regne de Tudmir a les cròniques islàmiques.

## Text
«En el Nom de Déu, el Clement, el Misericordiós. Edicte d'Abd-al-Aziz ibn Mussa ibn Nussayr a Tudmir-ibn-Abdush (fill dels gots). Aquest últim obté la pau i rep la promesa, sota la garantia d'Al·la i el seu Profeta, de què la seva situació i la del seu poble no s'alterarà; de què els seus súbdits no seran morts, ni fets presoners, ni separats de les seves mullers i fills; que no se'ls impedirà la pràctica de la seva religió, i que les seves esglésies no seran cremades ni desposseïdes dels objectes de culte que hi ha en elles; tot això mentre satisfaci les obligacions que li imposem. Se li concedeix la pau amb el lliurament de les següents ciutats: Uryula (Oriola), Blntla (Villena), Laqant (Alacant), Mula, Balāna, Lawraka (Llorca) i Iyyih (Hellín?). A més, no ha de donar asil al nostre enemic, ni a ningú que fugi de nosaltres; ni produir dany a ningú que gaudeixi de la nostra amnistia; ni ocultar cap informació sobre els nostres enemics que pot arribar al seu coneixement. Ell i els seus súbdits pagaran un tribut anual, cada persona, d'un dinar en metàl·lic, quatre mesures de blat, ordi, suc de raïm i vinagre, dues de mel i dues d'oli d'oliva; per als servents, només una mesura. Dat el mes de Rayab, any 94 de l'Hègira 713. Com a testimonis, 'Uzmán ibn Abi 'Abda, Habib ibn Abi 'Ubaida, Idrís ibn Maisara i Abul Qasim al-Mazáli.»